# Општина Велика Кладуша
Општина Велика Кладуша је општина на крајњем сјеверозападу Федерације БиХ, у Босни и Херцеговини. Ова општина припада Унско-санском кантону. Сједиште јој се налази у граду Велика Кладуша.
С јужне стране граничи се са општинама Унско-санског кантона Бужим и Цазин, а са запада, сјевера и истока Републиком Хрватском, односно општинама Цетинград, Војнић, Топуско, Глина и Двор на Уни.

## Географија
Општина Велика Кладуша се простире на 331,55 km2 и има око 47.000 становника. То ову општину уврштава у најгушће насељене просторе Босне и Херцеговине. Административно је територија општине подјељена на 14 мјесних заједница.
Земљиште представља један од најважнијих чинилаца за развој општине с обзиром на географски положај, климатске и хидролошке прилике, геолошке и педолошке карактеристике.
Од укупне површине највећи проценат представља пољопривредно земљиште — 22.375 хектара или 67,48% укупне територије.
До сада извршеним геолошким истраживањима утврђене су појаве и лежишта неметалних и металних минералних сировина. Од неметалних минералних сировина значајнија су налазиште барита (интензивна експлоатација од 1948. године), кречњака и доломита. Металне минералне сировине су недовољно истражене и експлоатисане на подручју општине, иако се процењује да се љежишта мангана на овом подручју могу сврстати међу највећа у Европи.
За привреду општине нису занемарљива ни остала природна богатства којима ово подручје обилује: текуће и термалне воде, 9.057 хектара шумског земљишта покривеног мјешовитим шумама букве, храста китњака и питомог кестена.
Пољопривреда: оранице и баште 16.318 хектара, воћњаци 259 хектара, ливаде 3.027 хектара, пашњаци 2.769 хектара, укупно 22.375 хектара.
Шумско земљиште као ресурс ове општине обухвата површину 9.057 хектара, од чега је 95,50% под шумом и шумским културама, а свега 4,50% има третман голети.
Воде као ресурс овог подручја: нема великих ријека, али је богато изворима и мањим водотоковима. Ријека Глина (природна граница дела границе БиХ и РХ) прихвата воде ријека Кладушнице и Глинице с њиховим мањим притокама и чини слив површине од око 291 km2. Термалне воде су истражене у периоду од 1973. до 1983. године истовремено са водоистраживањем подземних акумулација питке воде за потребе становништва и индустрије. Иако постоје довољне количине питке воде из подземних акумулација, још увек је свега 70% домаћинстава прикључено на „градску водоводну мрежу“ због неизграђености водоводне мреже.

## Образовање
- Основне школе: 10 централних основних школа, 21 четвороразредна школа, ученика 5578, запослених у основним школама: 382 укупно.
- Средње школе: једна општа гимназија, двије средње мјешовите школе, укупно ученика 2.224, 142 запослених у средњим школама.

## Здравство
- Здравствена установа Дом здравља Велика Кладуша са 7 здравствених амбуланти има укупно 172 запослена, од којих је 27 доктора медицине и стоматолога, док је 11 виших и 75 медицинских техничара.
- Социјална заштита: Јавна установа Центар за социјални рад Велика Кладуша, запослено 2 социјална радника, један психолог, један правник.

## Привреда
Привредни објекти по броју запослених: микрофирме (до 5 запослени) 90%, мале фирме (од 5 до 20 запослених) 5%, средње фирме (од 20 до 100 запослених) 3-4%, велике фирме (преко 100 запослених) 0,5 — 1%.
Запосленост становништва: у привреди 3.251, у ванпривреди 1.043, укупно запослених 4.294.

## Становништво
|                      | 2013.           | 1991.            | 1981.            | 1971.            | 1961.            |
| Укупно               | 40 419 (100,0%) | 52 908 (100,0%)  | 45 520 (100,0%)  | 36 079 (100,0%)  | 29 267 (100,0%)  |
| Бошњаци              | 32 561 (80,56%) | 48 305 (91,30%)1 | 40 238 (88,40%)1 | 32 110 (89,00%)1 | 23 585 (80,59%)1 |
| Босанци              | 4 781 (11,83%)  | –                | –                | –                | –                |
| Муслимани            | 1 366 (3,380%)  | –                | –                | –                | –                |
| Хрвати               | 636 (1,574%)    | 740 (1,399%)     | 701 (1,540%)     | 742 (2,057%)     | 870 (2,973%)     |
| Неизјашњени          | 598 (1,480%)    | –                | –                | –                | –                |
| Срби                 | 146 (0,361%)    | 2 266 (4,283%)   | 2 456 (5,395%)   | 2 845 (7,885%)   | 4 489 (15,34%)   |
| Босанци и Херцеговци | 111 (0,275%)    | –                | –                | –                | –                |
| Остали               | 98 (0,242%)     | 604 (1,142%)     | 139 (0,305%)     | 137 (0,380%)     | 32 (0,109%)      |
| Непознато            | 71 (0,176%)     | –                | –                | –                | –                |
| Албанци              | 26 (0,064%)     | –                | 16 (0,035%)      | 25 (0,069%)      | 10 (0,034%)      |
| Југословени          | 13 (0,032%)     | 993 (1,877%)     | 1 918 (4,214%)   | 191 (0,529%)     | 250 (0,854%)     |
| Црногорци            | 3 (0,007%)      | –                | 37 (0,081%)      | 21 (0,058%)      | 16 (0,055%)      |
| Словенци             | 3 (0,007%)      | –                | 10 (0,022%)      | 5 (0,014%)       | 10 (0,034%)      |
| Роми                 | 3 (0,007%)      | –                | –                | –                | –                |
| Македонци            | 2 (0,005%)      | –                | 5 (0,011%)       | 3 (0,008%)       | 3 (0,010%)       |
| Православци          | 1 (0,002%)      | –                | –                | –                | –                |
| Мађари               | –               | –                | –                | –                | 2 (0,007%)       |

1. 1 На пописима од 1971. до 1991. Бошњаци су пописивани углавном као Муслимани.

## Насељена мјеста
Босанска Бојна, Брда, Буковље, Вејинац, Велика Кладуша, Врнограч, Врнограчка Слапница, Главица, Глиница, Голубовићи, Горња Слапница, Горња Видовска, Грабовац, Градина, Грахово, Долови, Доња Слапница, Доња Видовска, Елезовићи, Заград и Збориште, Јоховица, Клупе, Кудићи, Кумарица, Мала Кладуша, Марјановац, Миљковићи, Мрцељи, Непеке, Орчева Лука, Подзвизд, Пољана, Поље, Поникве, Рајновац, Стабанџа, Тодорово, Тодоровска Слапница, Трн, Трнови, Црваревац, Чаглица, Челиња, Шабићи, Шестановац, Шиљковача, Шмрековац и Шуматац
Послије потписивања Дејтонског споразума Општина Велика Кладуша је у цјелини ушла у састав Федерације БиХ.